# Richard Augst
Ernst Richard Augst (* 6. Oktober 1884 in Pirna; † 8. November 1949 in Dresden) war ein deutscher Geschichtspädagoge und Hochschullehrer.

## Leben
1916 promovierte Richard Augst an der Philosophischen Fakultät der Universität Leipzig zum Dr. phil. Das Thema seiner Dissertation lautete Bismarcks Stellung zum parlamentarischen Wahlrecht bis 1871. Zunächst war er als Studienrat Dozent an der Technischen Hochschule in Dresden, wo er sich für den Aufbau eines Seminars für wissenschaftliche Heimatkunde am Pädagogischen Institut einsetzte. Nach der „Machtergreifung“ der Nationalsozialisten stellte er sich in deren Dienst, unterzeichnete 1933 das Bekenntnis der deutschen Professoren zu Adolf Hitler und behauptete u. a. Erziehung zur deutschen Volksgemeinschaft ist letztes Ziel alles pädagogischen Tuns.
Er wurde spätestens 1938 hauptamtlicher Dozent für Erdkunde, Deutsche Vorgeschichte und Methodik des Heimat- und Erdkundeunterrichts an der Hochschule für Lehrerbildung in Dresden, wo er u. a. wiederholt das Heimatarchiv der Schule propagierte. Nach dem Zweiten Weltkrieg wurde er 1949 an der Technischen Hochschule in Dresden zum Lehrbeauftragten für Erd- und Heimatkunde ernannt.
Er war Mitglied des Vereins für Erdkunde zu Dresden und lebte in Dresden-Johannstadt, Reißigerstraße 9.

## Werke (Auswahl)
- Bismarck und Leopold von Gerlach, ihre persönlichen Beziehungen und deren Zusammenhang mit ihren politischen Anschauungen. Quelle & Meyer, Leipzig 1913.
- Bismarcks Stellung zum parlamentarischen Wahlrecht bis 1871. Brandstetter, Leipzig 1916.
- Bismarcks Stellung zum parlamentarischen Wahlrecht. Brandstetter, Leipzig 1917.
- Zum Aufbau eines Seminars für wissenschaftliche Heimatkunde am Pädagogischen Institut der Technischen Hochschule Dresden. In: Leipziger Lehrerzeitung 33 (1926) vom 19. Mai 1926.
- Heimatkunde im Studiengang der Volksschullehrer. In: Neue Padagogische Studien 1 (1929), Heft 6.
- Der Heimatgedanke in der Lehrerbildung. In: Neue Pädagogische Studien 1 (1929), S. 111–121.
- Richard Seyfert zum 65. Geburtstag. In: Thüringer Lehrerzeitung. Weimar 16 (1927), H. 15, S. 219–222.